# 中央老街

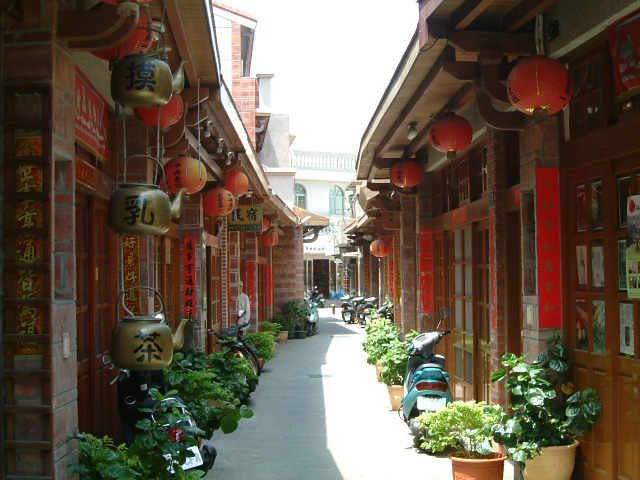
中央街景

馬公市中央老街，俗稱街內，清朝將澎湖納入版圖後，初期僅有軍隊駐紮媽宮港澳，約莫至乾隆朝後，天后宮附近的商業店家才漸成規模。

## 日治時期
澎湖1926年自高雄州分出成澎湖廳。將中央街重新略作規劃後，更成為馬公商業中心。

## 戰後初期
中央街區繁榮依舊，當時俗稱為「馬公的西門町」，之後施行馬公市都市計畫，開闢多條寬敞道路及規劃多處商業區，隨著北辰更新區的開發，其中心地位逐漸被取代，至六十年代，中央街內傳統商業交易，呈現出哀頹沒落的夕陽景象。
西元1983年將中央街劃定都市計劃保存區，西元1991年將保存區變更為「中央街文化風貌特定專用區」。西元1993年中央街居民成立「澎湖第一街振興協會」，西元2001年、2002年獲得離島建設基金補助經費得以進行建設。